# 山本高史
山本 高史（やまもと たかし、1961年 - ）は、日本のコピーライター、クリエイティブディレクター。京都府出身。

## 経歴
- 大阪大学文学部を卒業後、1985年電通入社。2006年に退社し、独立。「株式会社コトバ」[1] 設立後、関西大学 社会学部メディア専攻教授を兼ね現在に至る。宣伝会議のコピーライター養成講座では講師[2] を務める。

## 主な仕事
- オリンパス「ココロとカラダ、にんげんのぜんぶ」
- 三井住友海上「未来は、希望と不安で、できている。」
- JR東日本「Suica」[3]

## 主な著書
- 『広告をナメたらアカンよ。』（宣伝会議）

## 主な受賞
- TCC新人賞　TCC最高賞
- ACC賞
- クリエイター・オブ・ザ・イヤー特別賞